# مؤسسة بروكينغز
مؤسسة بروكينغز (بالإنجليزية: Brookings Institution)‏ (يُسمى أيضا معهد بروكينغز) هي مؤسسة فكرية أمريكية أسسها روبرت سومرز بروكينغز مقرها في واشنطن العاصمة في الولايات المتحدة. وهي واحدة من أقدم مؤسسات الفكر والرأي، وهي تقوم بإجراء الأبحاث والتعليم في مجال العلوم الاجتماعية، وفي المقام الأول تهتم بالاقتصاد، والسياسة الحضرية، والحكم، والسياسة الخارجية، والاقتصاد والتنمية في العالم. وحسب تقرير لجامعة بنسلفانيا عام 2012 فقد حازت المرتبة الأكثر تأثيرا من الناحية الفكرية في العالم.

## وصلات خارجية
- مؤسسة بروكينغز (بالعربية)
- مؤسسة بروكينغز (بالإنجليزية)